# Campiglossa ochracea
Campiglossa ochracea är en tvåvingeart som först beskrevs av Friedrich Georg Hendel 1927.  Campiglossa ochracea ingår i släktet Campiglossa och familjen borrflugor. Inga underarter finns listade.